# Chamborand
Chamborand est une commune française située dans le département de la Creuse en région Nouvelle-Aquitaine. Les habitants de Chamborand sont les "Chamborantais", Chamborand s'écrivant autrefois "Chamborant".

## Géographie

### Localisation
| Saint-Priest-la-Feuille |            |                |
|                         | Chamborand | Le Grand-Bourg |
| Saint-Étienne-de-Fursac |            |                |

### Hydrographie
Le territoire de la commune est traversé par le Peyroux, affluent de la Gartempe.

### Climat
Pour des articles plus généraux, voir Climat de la Nouvelle-Aquitaine et Climat de la Creuse.
Historiquement, la commune est dans une zone de transition entre le climat océanique limousin et le climat montagnard.  
En 2020, Météo-France publie une typologie des climats de la France métropolitaine dans laquelle la commune est dans une zone de transition entre le climat océanique altéré et le climat de montagne et est dans la région climatique Ouest et nord-ouest du Massif Central, caractérisée par une pluviométrie annuelle de 900 à 1 500 mm, maximale en automne et en hiver.
Pour la période 1971-2000, la température annuelle moyenne est de 10,6 °C, avec  une amplitude thermique annuelle de 14,8 °C. Le cumul annuel moyen de précipitations est de 1 001 mm, avec 13,3 jours de précipitations en janvier et 8,1 jours en juillet. Pour la période 1991-2020, la température moyenne annuelle observée sur la station météorologique la plus proche, située sur la commune de Bénévent-l'Abbaye à 6,08 km à vol d'oiseau, est de 11,5 °C et le cumul annuel moyen de précipitations est de 1 013,1 mm,. Pour l'avenir, les paramètres climatiques de la commune estimés pour 2050 selon différents scénarios d’émission de gaz à effet de serre sont consultables sur un site dédié publié par Météo-France en novembre 2022.

## Urbanisme

### Typologie
Au 1er janvier 2024, Chamborand est catégorisée commune rurale à habitat très dispersé, selon la nouvelle grille communale de densité à 7 niveaux définie par l'Insee en 2022.
Elle est située hors unité urbaine. Par ailleurs la commune fait partie de l'aire d'attraction de La Souterraine, dont elle est une commune de la couronne,. Cette aire, qui regroupe 12 communes, est catégorisée dans les aires de moins de 50 000 habitants,.

### Occupation des sols
L'occupation des sols de la commune, telle qu'elle ressort de la base de données européenne d’occupation biophysique des sols Corine Land Cover (CLC), est marquée par l'importance des territoires agricoles (78,1 % en 2018), une proportion identique à celle de 1990 (78,1 %). La répartition détaillée en 2018 est la suivante : 
zones agricoles hétérogènes (43,9 %), prairies (34,2 %), forêts (21,9 %). L'évolution de l’occupation des sols de la commune et de ses infrastructures peut être observée sur les différentes représentations cartographiques du territoire : la carte de Cassini (XVIIIe siècle), la carte d'état-major (1820-1866) et les cartes ou photos aériennes de l'IGN pour la période actuelle (1950 à aujourd'hui).

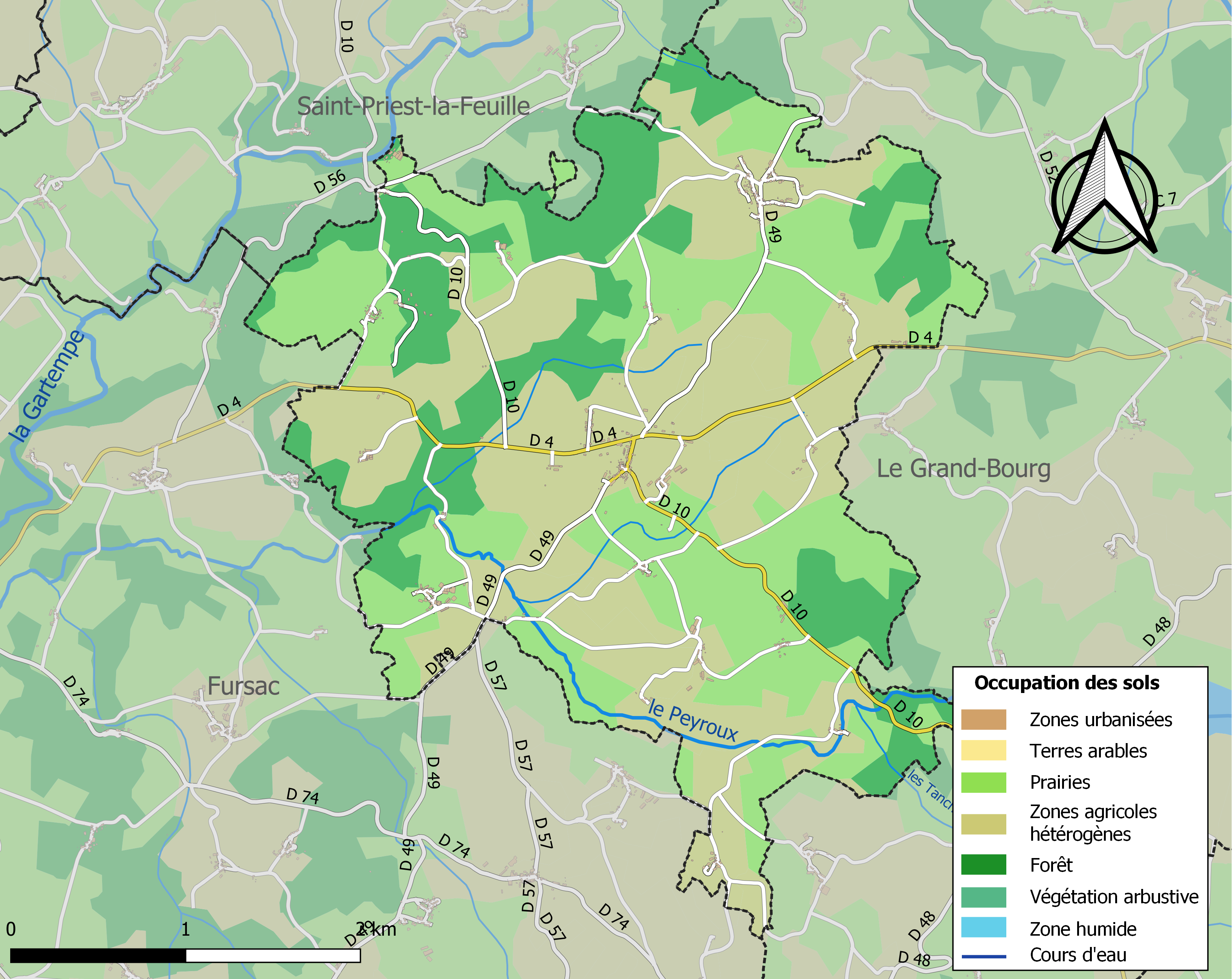
Carte des infrastructures et de l'occupation des sols de la commune en 2018 (CLC).

### Voies de communication et transports

#### Transports en commun
- Réseau TransCreuse

### Risques majeurs
Le territoire de la commune de Chamborand est vulnérable à différents aléas naturels : météorologiques (tempête, orage, neige, grand froid, canicule ou sécheresse) et séisme (sismicité faible). Il est également exposé à un risque particulier : le risque de radon. Un site publié par le BRGM permet d'évaluer simplement et rapidement les risques d'un bien localisé soit par son adresse soit par le numéro de sa parcelle.

#### Risques naturels

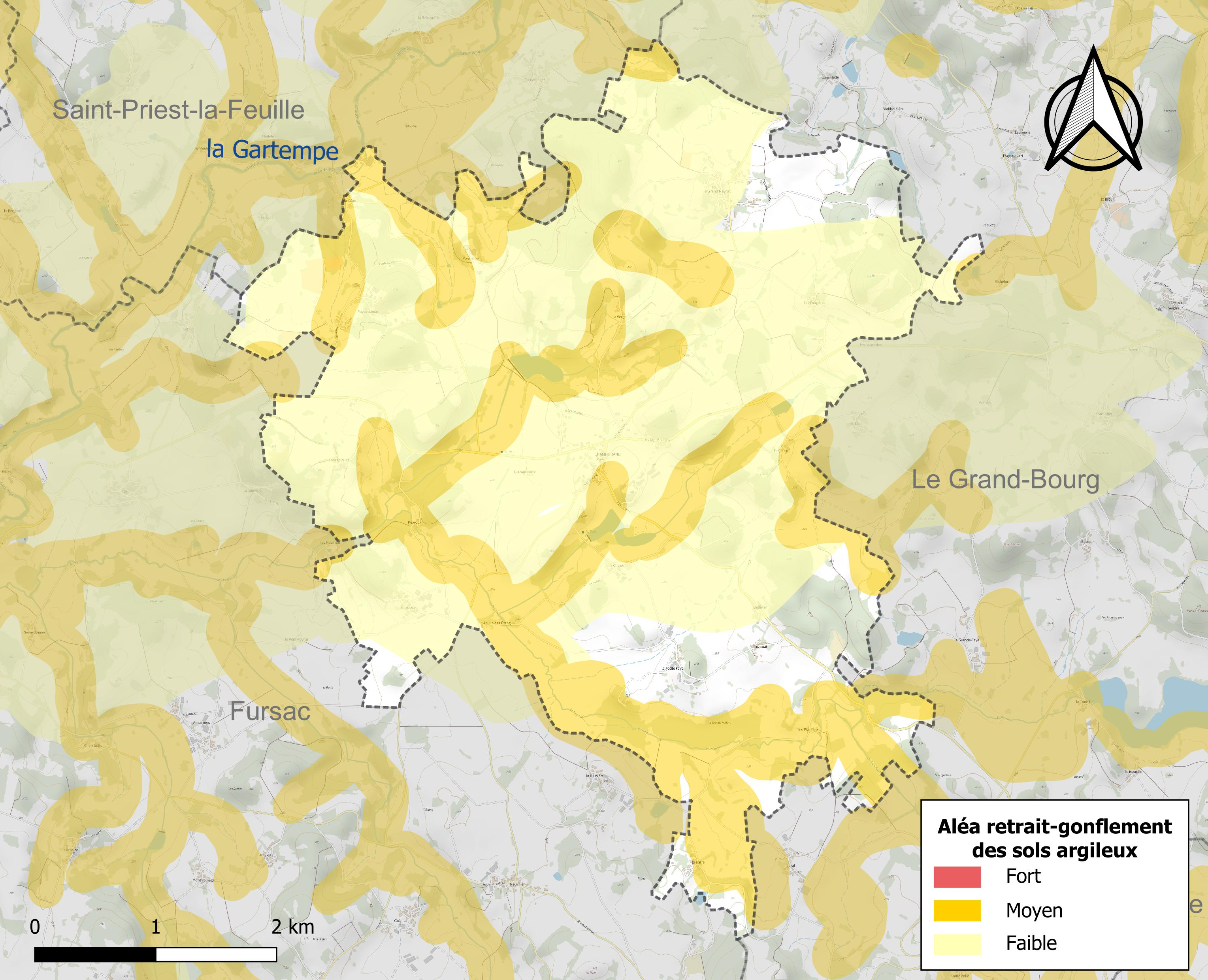
Carte des zones d'aléa retrait-gonflement des sols argileux de Chamborand.

Le retrait-gonflement des sols argileux est susceptible d'engendrer des dommages importants aux bâtiments en cas d’alternance de périodes de sécheresse et de pluie. 34,6 % de la superficie communale est en aléa moyen ou fort (33,6 % au niveau départemental et 48,5 % au niveau national). Sur les 182 bâtiments dénombrés sur la commune en 2019, 39 sont en aléa moyen ou fort, soit 21 %, à comparer aux 25 % au niveau départemental et 54 % au niveau national. Une cartographie de l'exposition du territoire national au retrait gonflement des sols argileux est disponible sur le site du BRGM,.
Par ailleurs, afin de mieux appréhender le risque d’affaissement de terrain, l'inventaire national des cavités souterraines permet de localiser celles situées sur la commune.
La commune a été reconnue en état de catastrophe naturelle au titre des dommages causés par les inondations et coulées de boue survenues en 1982 et 1999. Concernant les mouvements de terrains, la commune a été reconnue en état de catastrophe naturelle au titre des dommages causés par des mouvements de terrain en 1999.

#### Risque particulier
Dans plusieurs parties du territoire national, le radon, accumulé dans certains logements ou autres locaux, peut constituer une source significative d’exposition de la population aux rayonnements ionisants. Certaines communes du département sont concernées par le risque radon à un niveau plus ou moins élevé. Selon la classification de 2018, la commune de Chamborand est classée en zone 3, à savoir zone à potentiel radon significatif.

## Histoire

### La mine d’or de La Petite-Faye
Le gisement aurifère de La Petite-Faye est exploité par les Gaulois Lémovices. L’exploitation de la mine d'or s’arrête après la conquête romaine. Elle reprend à l’époque mérovingienne, contemporaine de l’orfèvre saint Éloi, évêque de Noyon mais originaire de Chaptelat. À cette époque, l’extraction d’or est probablement le fait de mineurs-paysans. La dernière époque d'exploitation de ce gisement date des années 1950.

### Moyen Âge
Famille de Moras
Le château et ses dépendances échurent en 1566 à la famille de Moras, barons d'extraction Napolitaine.
Fabien de Morra (ou de Moras), légataire de son père par son testament du 15 avril 1555. Comme son frère César, il obtint des lettres de naturalité française le 20 juillet 1565, après avoir été reconnu noble par lettres de 1565. Avec son frère César, il acquit par contrat du 22 (ou 2) septembre 1566, la part qu’Antoine Faulcon, chevalier, seigneur des Lèzes et Françoise Chauvet sa femme, avaient obtenu en la terre de Chamborant (Creuse) par suite du partage que firent entre eux les héritiers de  Chamborant le 7 juillet 1559.
Françoise avait reçu le tiers de la terre de  Chamborant avec le château et « le vol du chapon ». César et sa femme acquirent peu  après de Louise Chauvet et de  Charles d’Eschizadour son mari, la portion qui leur était échue. Le 19 avril 1593, sa femme et lui cédèrent à leurs quatre fils Antoine, Horace, Gaspard et  Charles  des droits sur cette terre  auxquels prétendait Guy Brachet, seigneur de Peyrusse.
Il rendit hommage pour Chamborant le 13 septembre 1595 à  Paul de Couhé seigneur de la Roche-Agait, vicomte de Bridiers. En 1597, il tenait en confidence[Quoi ?] l’abbaye de Bénévent (Creuse). Le 9 mars 1598 dans une transaction, César, frère de Dèce alors mort, confirma les  aliénations qu’il avait déjà faites, entre autres la pension due à ladite abbaye au titre de la commanderie de Lascroux (Le Grand-Bourg, Creuse). Le conflit entre les abbés de Bénévent et la famille de Moras commencé avec l’abbé Paul Pélisson, se continua avec Jean-Baptiste de la Croix de Saint-Vallier, évêque de Québec (Canada), seigneur abbé de Bénévent. La même année 1598, César reçut quittance de Philippe Roussel, abbé de Bénévent  « de tous les revenus qu’il pouvait avoir perçus de ladite abbaye de Bénévent.» Le 27 septembre 1598, il acheta le quart des dîmes de la paroisse de Chamborant aux auteurs de Francois-Léonard de Bony, chevalier, seigneur de Ventenat (en  Châteauponsac   Haute-Vienne).
Il existe de très nombreux descendants de la famille de Moras (Morra) en France et en Amérique (Canada, Amérique du Sud).

## Politique et administration

### Découpage territorial

#### Région
Le Limousin est l'une des 26 régions françaises, et est composé des trois départements : Corrèze, Creuse et Haute-Vienne. Situé presque en totalité sur le Massif central, au 1er janvier 2005, il regroupait 724 243 habitants sur près de 17 000 km2. Ses habitants sont appelés les Limousins.
Jean-Paul Denanot est président du Conseil régional du Limousin depuis 2004.

#### Département
Le département a été créé à la Révolution française, le 4 mars 1790 en application de la loi du 22 décembre 1789, essentiellement à partir de l'ancienne province de la Marche. Ses habitants sont appelés les Creusois.
Les conseillers généraux sont élus dans le cadre des cantons pour une durée 6 ans. Dans la Creuse, il y a 27 cantons et donc 27 conseillers généraux. Ces derniers élisent en leur sein le président du conseil général de la Creuse. Depuis 2001, c'est  Jean-Jacques Lozach, conseiller général de Bourganeuf, qui en est le président.
Le conseiller général du canton de Le Grand-Bourg est Didier Bardet (PS) depuis 2011.

#### Circonscription
Chamborand appartenait à la 1re circonscription composée des cantons de Bénévent-l'Abbaye, Bonnat, Bourganeuf, Dun-le-Palestel, Le Grand-Bourg, Guéret-Nord, Guéret-Sud-Est, Guéret-Sud-Ouest, Saint-Vaury et La Souterraine jusqu'aux élections de juin 2012.
Depuis le redécoupage des circonscriptions législatives françaises de 2010, la Creuse ne comporte plus qu'une seule circonscription.
Lors des élections législatives françaises de 2012, Michel Vergnier qui était le député (PS) de la 1re circonscription depuis 1997 a été élu député de la Creuse face à Jean Auclair qui était le député (UMP) de la deuxième circonscription.

### Liste des maires
| Période                                  | Période  | Identité                | Étiquette | Qualité           |
| ---------------------------------------- | -------- | ----------------------- | --------- | ----------------- |
| avant 1981                               | ?        | Marcel Pateyron         | PCF       |                   |
| avant 1995                               | 2007     | André Bouteille         |           |                   |
| mars 2008                                | 2013     | Thomas Bernard (décédé) |           |                   |
| 2013 (Réélu en 2020)                     | En cours | Jean-François Lebon     | DVD       | Chef d'entreprise |
| Les données manquantes sont à compléter. |          |                         |           |                   |

## Démographie
L'évolution du nombre d'habitants est connue à travers les recensements de la population effectués dans la commune depuis 1793. Pour les communes de moins de 10 000 habitants, une enquête de recensement portant sur toute la population est réalisée tous les cinq ans, les populations de référence des années intermédiaires étant quant à elles estimées par interpolation ou extrapolation. Pour la commune, le premier recensement exhaustif entrant dans le cadre du nouveau dispositif a été réalisé en 2008.

En 2022, la commune comptait 243 habitants, en évolution de −0,82 % par rapport à 2016 (Creuse : −3,32 %, France hors Mayotte : +2,11 %).
| 1793 | 1800 | 1806 | 1821 | 1831 | 1836 | 1841 | 1846 | 1851 |
| ---- | ---- | ---- | ---- | ---- | ---- | ---- | ---- | ---- |
| 473  | 513  | 493  | 664  | 592  | 614  | 590  | 626  | 632  |

| 1856 | 1861 | 1866 | 1872 | 1876 | 1881 | 1886 | 1891 | 1896 |
| ---- | ---- | ---- | ---- | ---- | ---- | ---- | ---- | ---- |
| 596  | 634  | 700  | 732  | 760  | 797  | 791  | 793  | 744  |

| 1901 | 1906 | 1911 | 1921 | 1926 | 1931 | 1936 | 1946 | 1954 |
| ---- | ---- | ---- | ---- | ---- | ---- | ---- | ---- | ---- |
| 748  | 768  | 724  | 637  | 593  | 524  | 504  | 430  | 387  |

| 1962 | 1968 | 1975 | 1982 | 1990 | 1999 | 2006 | 2008 | 2013 |
| ---- | ---- | ---- | ---- | ---- | ---- | ---- | ---- | ---- |
| 381  | 310  | 283  | 277  | 266  | 237  | 235  | 234  | 243  |

| 2018 | 2022 | - | - | - | - | - | - | - |
| ---- | ---- | - | - | - | - | - | - | - |
| 240  | 243  | - | - | - | - | - | - | - |

## Culture locale et patrimoine

### Lieux et monuments
- Donjon inscrit au titre des monuments historiques en 1939[26].
- Château (propriété privée)
- Église Saint-Martial de Chamborand
- Etang de la Chaise: Il s'étend au pied du donjon, et du hameau de La Chaise.
- Ancienne mine d'or : elle est située près du hameau de La petite Faye[27], elle a fonctionné jusqu'en 1962, actuellement, il ne reste que de vieux bâtiments ruinés, c'est une propriété privée.

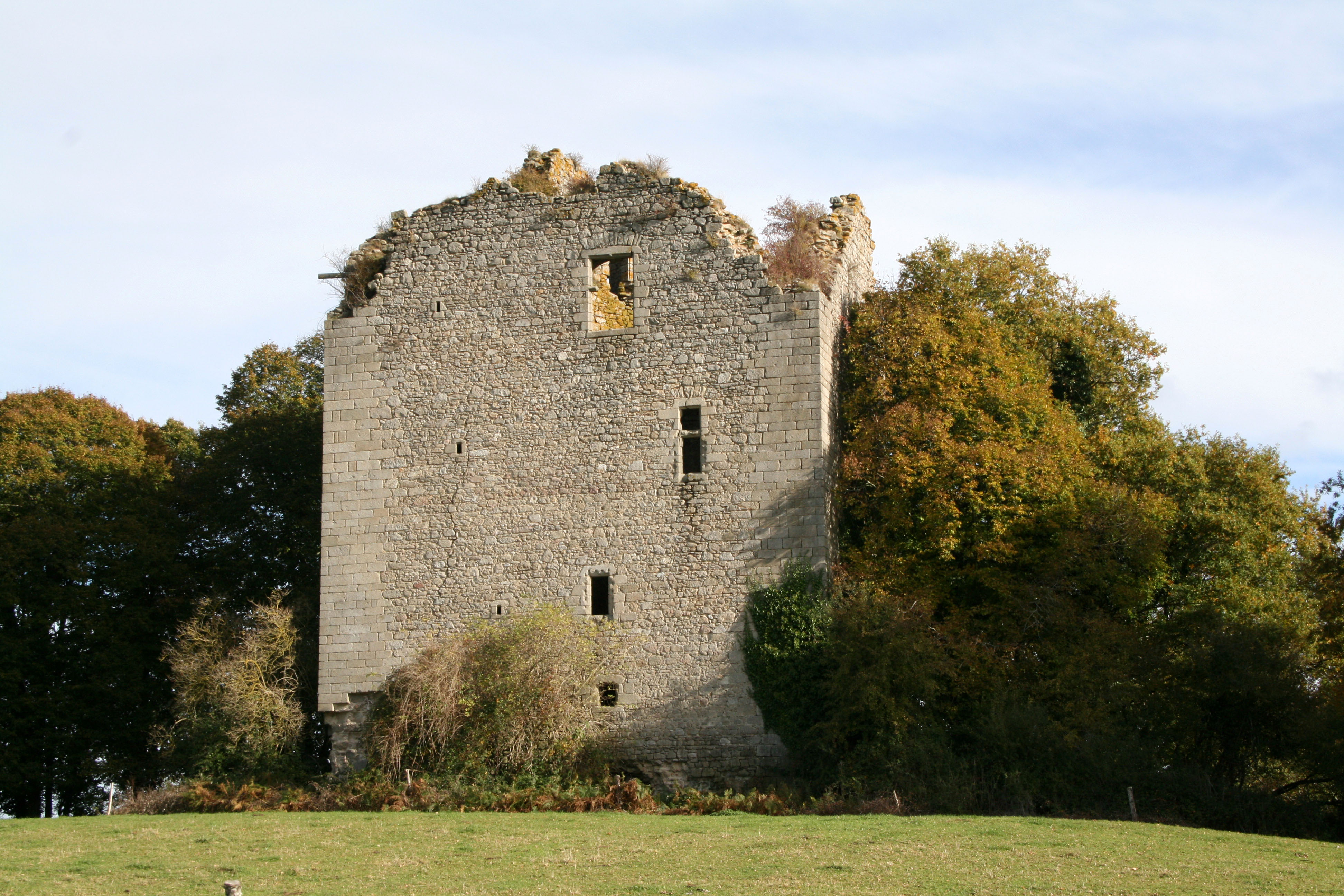
Donjon
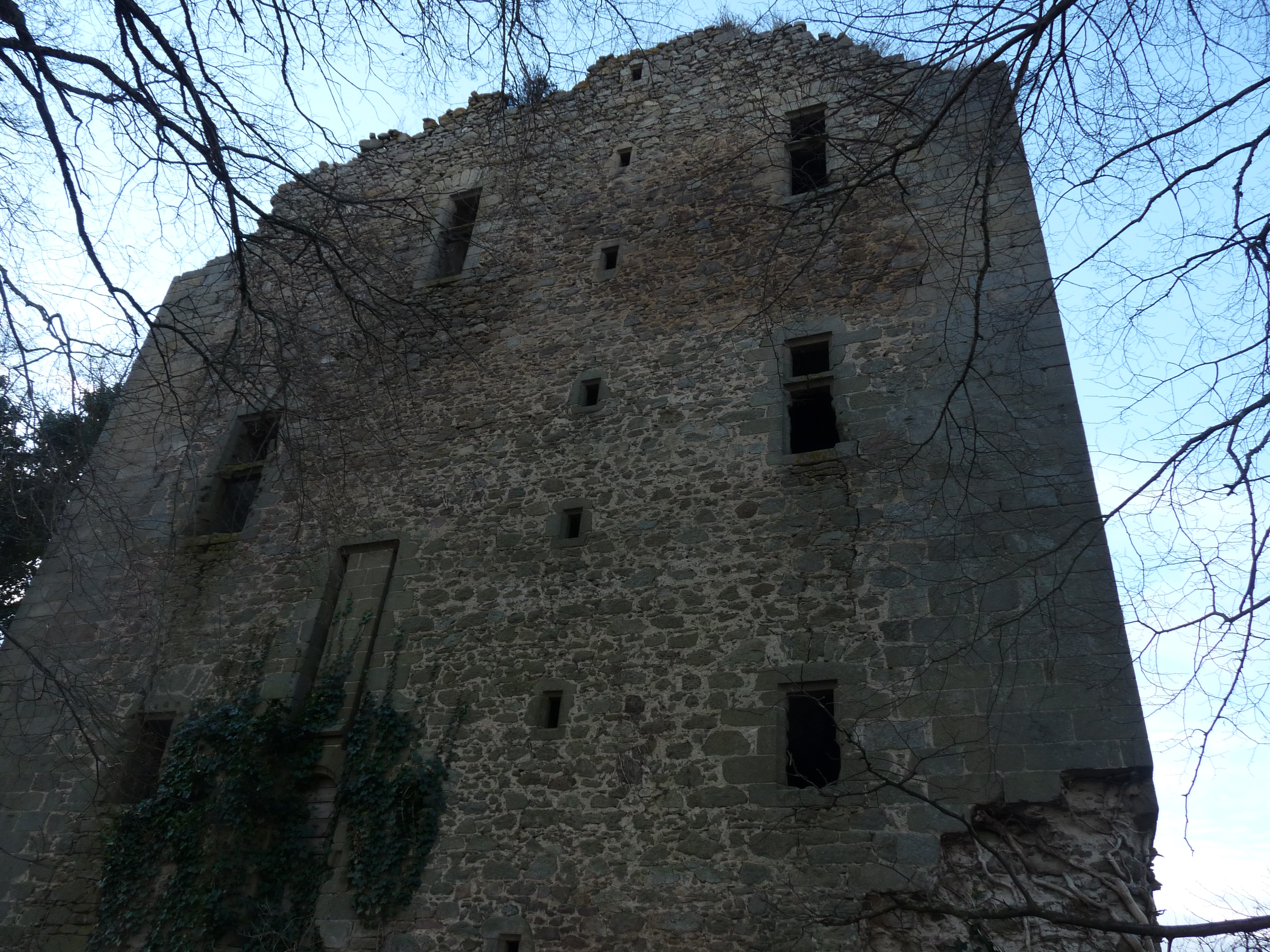
Autre face du donjon
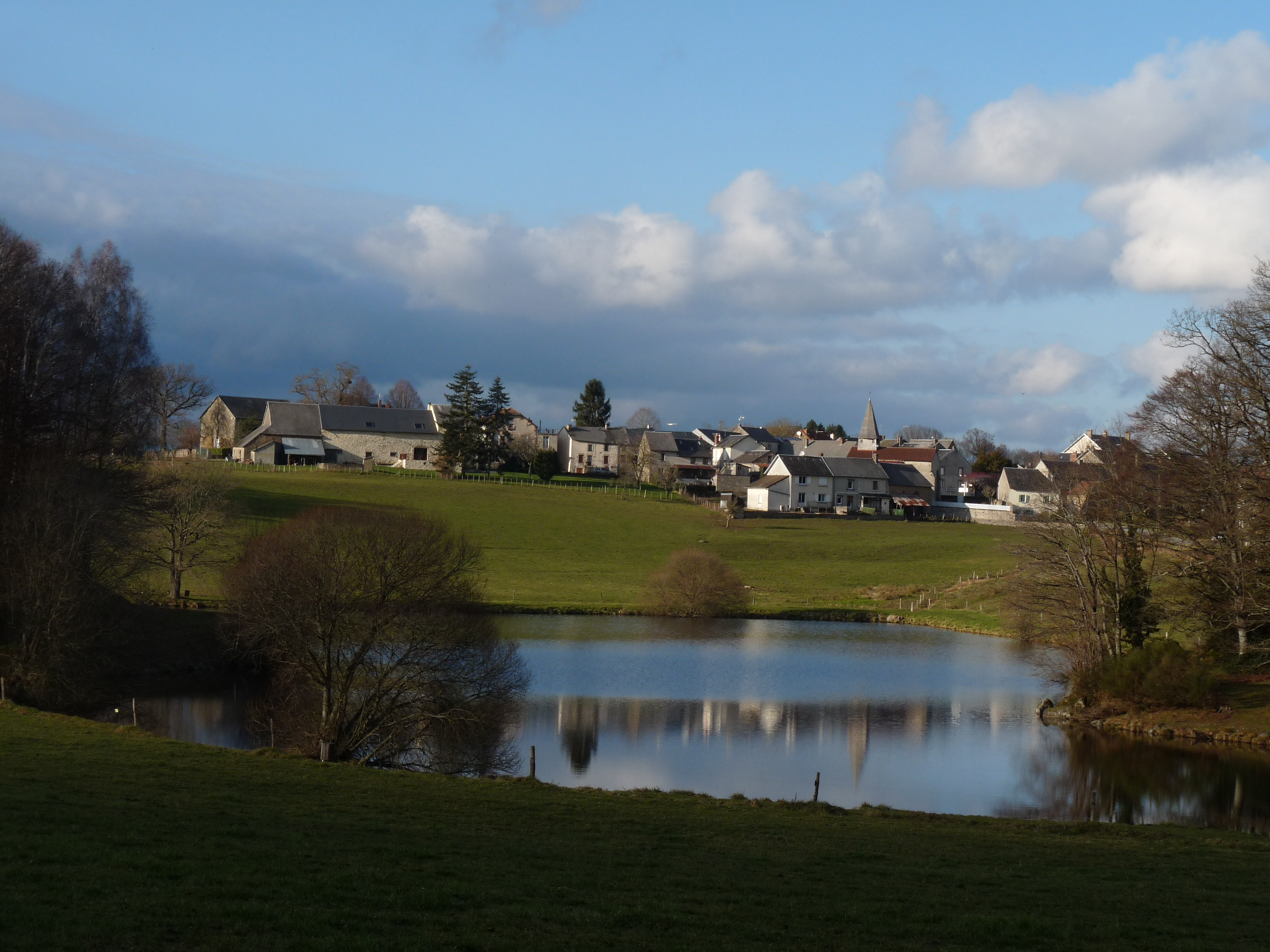
Chamborand vu de l'étang de La Chaise
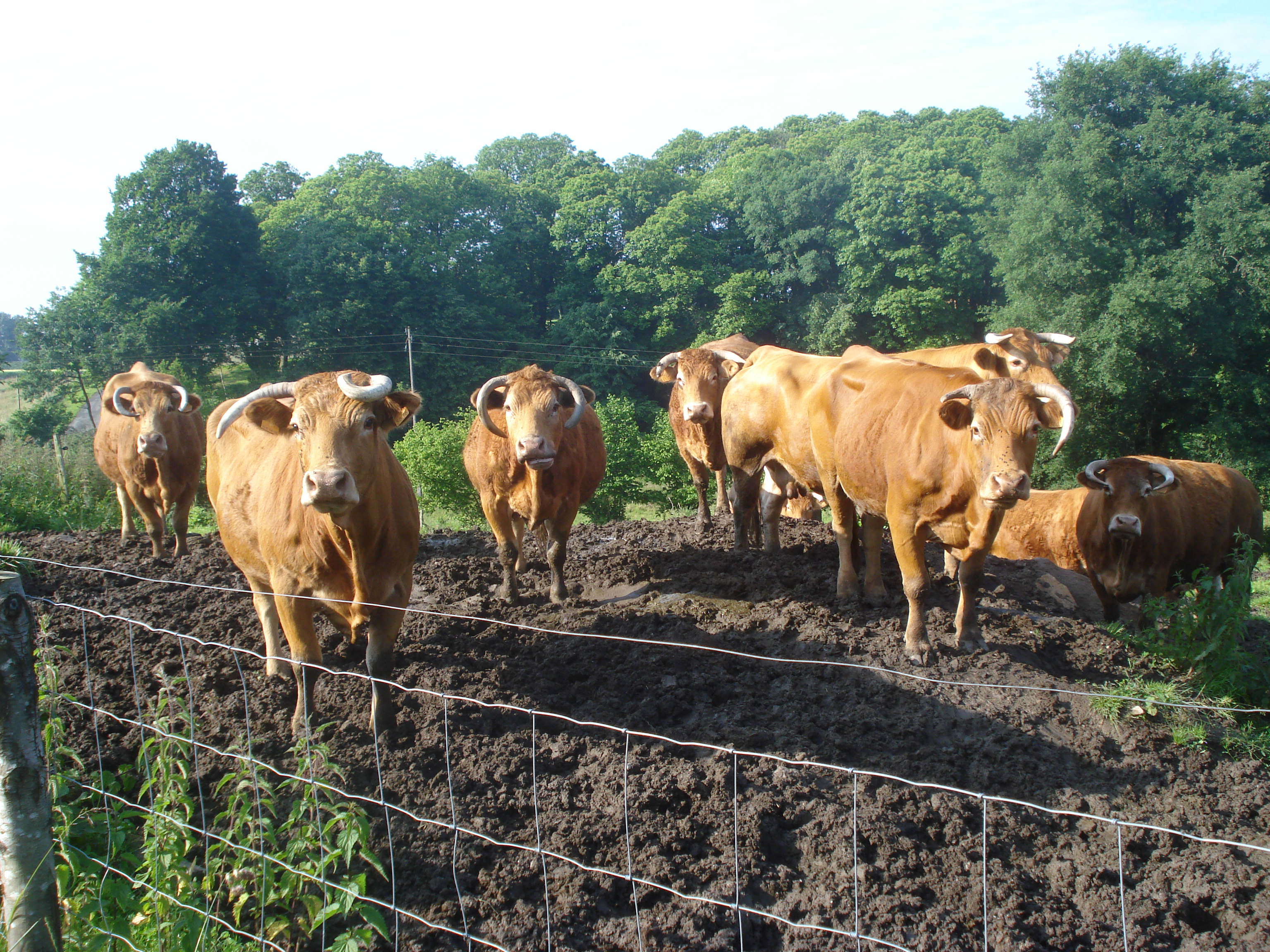
Vaches limousines

### Héraldique
|  | Les armes de la commune se blasonnent ainsi : D’or au lion de sable armé et lampassé de gueules. |